# Micromasoria
Micromasoria är ett släkte av insekter. Micromasoria ingår i familjen sporrstritar.
Kladogram enligt Catalogue of Life:
| Micromasoria | \| \| Micromasoria caelata \| \| \| \| \| \| Micromasoria raouli \| \| \| \| |
|              | \| \| Micromasoria caelata \| \| \| \| \| \| Micromasoria raouli \| \| \| \| |
|              | Micromasoria caelata                                                         |
|              |                                                                              |
|              | Micromasoria raouli                                                          |
|              |                                                                              |